# Alex Lee (cầu thủ bóng đá Guam)
Alexander Francis Vei Chen Lee (sinh ngày 15 tháng 1 năm 1990), hay còn được biết đến là Alex Lee, là một cầu thủ bóng đá quốc tế người Guam hiện tại đang thi đấu ở vị trí hậu vệ hoặc tiền vệ phòng ngự cho câu lạc bộ Christos FC. Alex đôi khi cũng được biết đến với nickname "A-Lee.”

## Sự nghiệp thi đấu

### Cao đẳng
Lee thi đấu bóng đá cao đẳng ở Đại học Maryland, College Park từ năm 2008 tới năm 2011. Lee đã bỏ lỡ phần lớn năm thứ 2 của mình trong mùa giải 2009 do chấn thương bởi tai nạn xe hơi gây ra.
Khi còn học cao đẳng, Lee chơi cho câu lạc bộ Real Maryland Monarchs tại USL League Two trong mùa giải 2011.

### Chuyên nghiệp
Lee được chọn bởi câu lạc bộ FC Dallas với lượt chọn thứ 11 trong vòng đầu tiên của 2012 MLS Supplemental Draft. Anh ký hợp đồng với Dallas vào ngày 13 tháng 3 năm 2012. Lee không ra sân cho Dallas trong mùa giải 2012 và bị thanh lý hợp đồng vào cuối mùa.
Lee ký hợp đồng với câu lạc bộ Richmond Kickers tại USL Championship vào ngày 5 tháng 3 năm 2013.

## Đời tư
Lee có 2 người anh em; 1 người anh em sinh đôi, Justin và em trai, Nate, cả hai đều đại diện cho Guam trên đấu trường quốc tế. Cả 3 đều ra mắt quốc tế trong trận gặp Hồng Kông.